# Quả nang

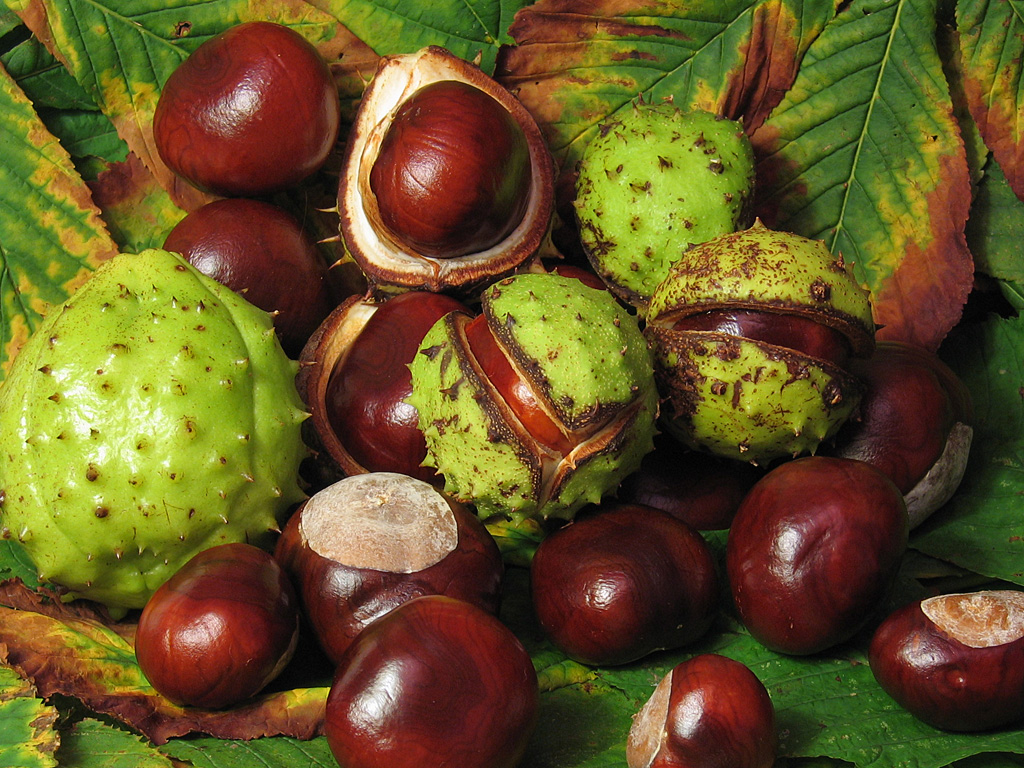
Quả của dẻ ngựa châu Âu (Aesculus hippocastanum) là một loại quả nang.

Trong thực vật học, quả nang là một loại quả đơn khô, sinh ra ở nhiều loài thực vật có hoa. Quả nang nói chung là một cấu trúc có thể nứt ra được, bao gồm hai hay nhiều lá noãn, khi chín sẽ nứt ra (mở ra) để giải phóng các hạt trong đó. Sách Sinh học lớp 6 gọi loại quả này là quả khô nẻ. Theo phân loại trong sách này, quả khô nẻ (tức quả nang) cùng với quả khô không nẻ (tức quả kiên) hợp thành loại quả khô. Quả nang trong tiếng Anh là capsule.
Có 4-7 kiểu mở ra của quả nang, tùy theo cách thức tiếp cận. Chúng lần lượt là mở vách, mở ngăn, mở lỗ, mở nắp, mở răng, mở hủy vách và mở hủy thực giá noãn. Các lá noãn tách rời của quả nang thật sự lúc ban đầu hợp nhất cùng nhau để tạo ra nhụy hoa hay bộ nhụy.
Ở một số dạng quả nang, đường mở ra theo kiểu mở vách, nghĩa là mở dọc theo vách ngăn các lá noãn, như ở chi Yucca, Digitalis.
Trong kiểu thứ hai (mở ngăn), đường mở dọc theo các ngăn lá noãn, như ở các loài diên vĩ (Iris spp.) hay uất kim hương (Tulipa spp.).
Trong kiểu thứ ba (mở lỗ) thì các hạt được giải phóng qua các lỗ hổng hay khe hở tạo thành ở đầu quả nang. Các loài anh túc trong chi Papaver, như P. somniferum, mở ra theo các lỗ nhỏ gần đỉnh đầu của quả nang. Khi quả nang đung đưa trong gió thì các hạt được giải phóng như người ta rắc tiêu từ lọ gia vị.
Ở loài dẻ Brasil (Bertholletia excelsa) hay một số loài rau sam (Portulaca spp.), một nắp trên quả nang mở ra. Kiểu mở này là mở nắp. Quả như thế còn gọi là quả hộp.
Trong kiểu mở răng, quả mở ra tại đỉnh lá noãn và tạo thành một chỏm lởm khởm răng cưa ở phần đỉnh của quả.
Mở hủy vách, nghĩa là mở theo vách ngăn trong các mặt phẳng song song với trục trung tâm của quả, nhưng các bộ phận bên trong vẫn gắn với trụ của trục này, như ở Cedrela tubiflora.
Mở hủy thực giá noãn, nghĩa là mở theo hai đường nứt song song gần thực giá noãn.
Cần lưu ý rằng một số loại quả nang không mở ra. Các lá noãn của chúng không tách rời và giải phóng hạt. Hai ví dụ về loại quả nang không mở ra là cây bao báp (Adansonia digitata) và 2 loài dành dành ở Nam Phi (Gardenia thunbergii và G. volkensii). Các quả nang của hai loài dành dành này bị động vật ăn và hạt được phát tán thông qua phân của chúng.
Ví dụ về các loài tạo quả nang là anh túc, loa kèn, lan, liễu và bông.

## Nhầm lẫn với quả kiên
Quả nang đôi khi bị nhận nhầm là quả kiên, như trong ví dụ về dẻ Brasil hay kẹn (Aesculus spp.). Quả nang không phải là quả kiên do nó giải phóng các hạt và các mảnh vỡ thành từng mảnh ra ngoài. Ngược lại, quả kiên không giải phóng các hạt do nó là bầu nhụy phức chứa cả quả lẫn một hạt của nó. Quả kiên cũng không nứt ra.